# St. Margareta (Neuenkirchen)

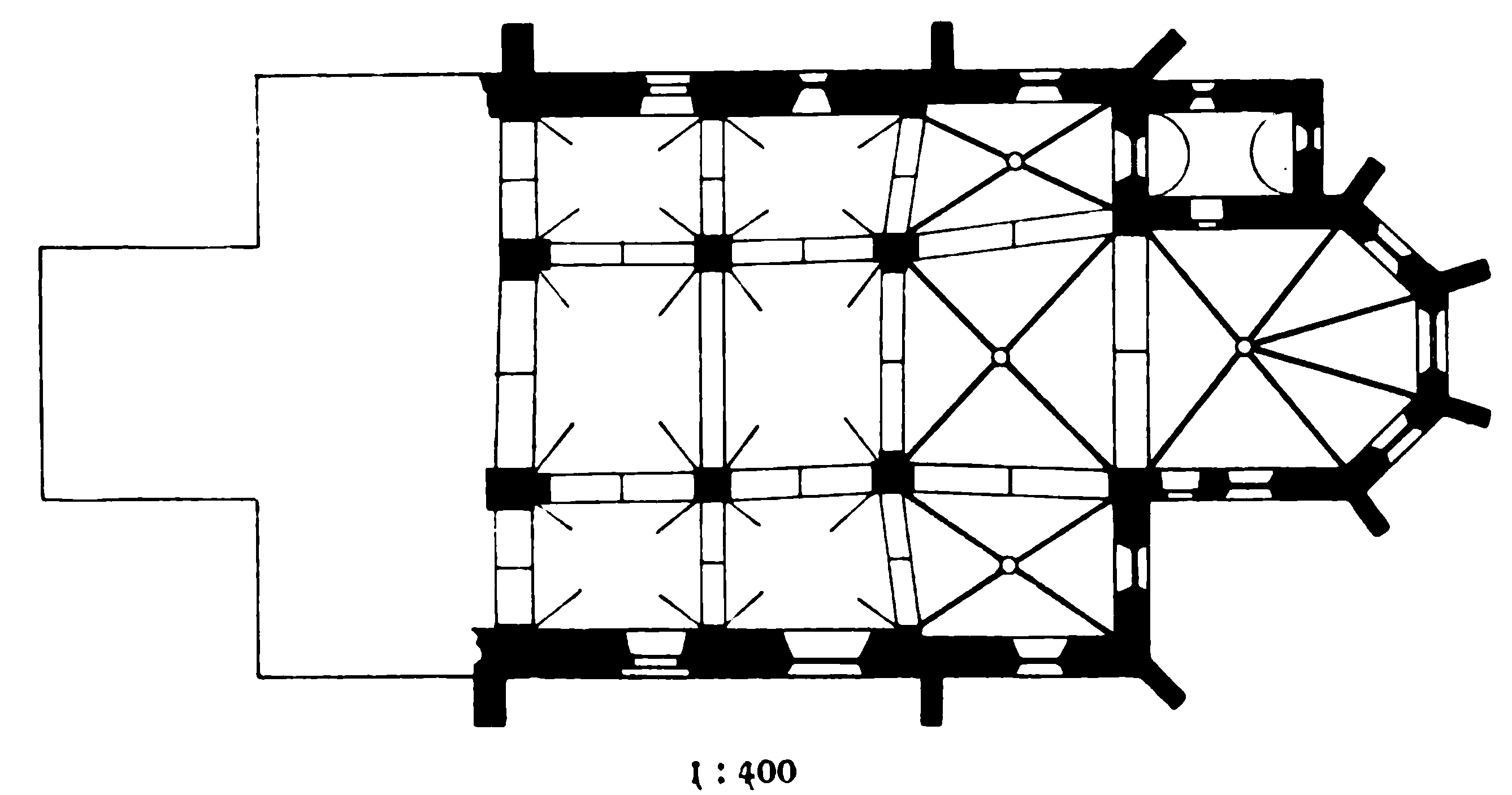
Grundriss

St. Margareta ist eine römisch-katholische Pfarrkirche in Neuenkirchen, einem Stadtteil im ostwestfälischen Rietberg in Nordrhein-Westfalen, Deutschland. Die Kirche gehört zum Pastoralen Raum Rietberg im Dekanat Rietberg-Wiedenbrück des Erzbistums Paderborn.

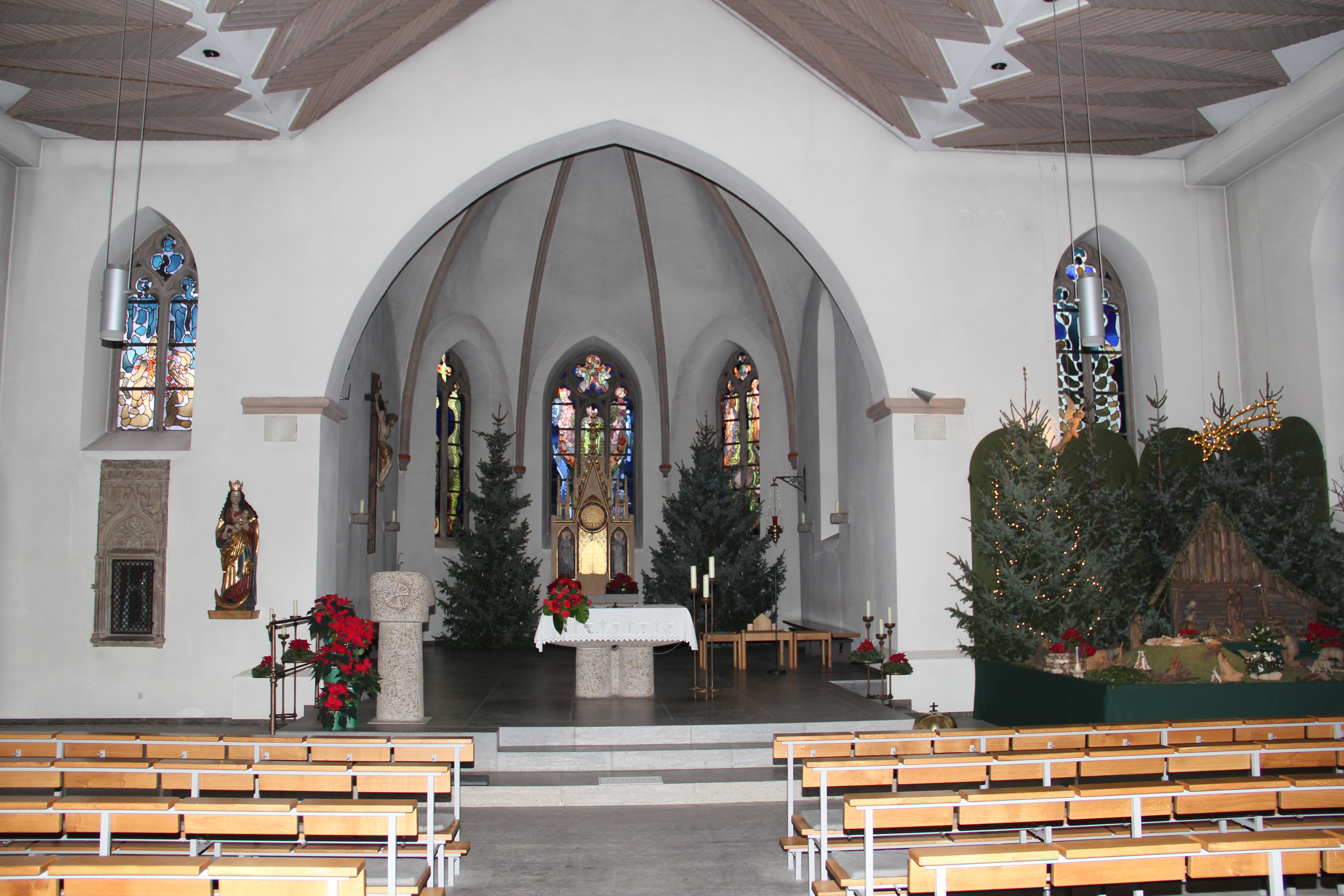
Innenansicht der Sankt-Margareta-Kirche in Neuenkirchen

## Geschichte
Die Gemeinde St. Margareta ist die älteste in der ehemaligen Grafschaft Rietberg. Das genaue Datum ist unbekannt, aber man vermutet, dass die Gemeinde bereits seit über 800 Jahren Bestand hat. Zur eigenständigen Pfarrei wurde sie 1257 erhoben. Vorher gehörte sie zur Pfarrei St. Aegidius in Wiedenbrück. Von hier aus gründeten sich die weiteren Pfarreien in der Grafschaft.
Nach Einsturz wurde der Kirchturm 1803 wieder errichtet. 1902–04 wurden die Hallenkirche des 15. Jahrhunderts um zwei Joche nach Westen, an beiden Seiten des Turmes, verlängert und die beiden spätromanischen Portale nach Westen versetzt. Seit 1972 ist die Kirche eine im Innenraum stützenfreie Saalkirche mit Stahlbetondecke. Im Jahr 2000 wurde die Kirche letztmals renoviert.
1955 errichtete die Kirchengemeinde die Filialkirche Herz Jesu im Rietberger Ortsteil Druffel.
Die Kirche verfügt über eine Sauer-Orgel (21 Register), die 1975 von der ortsansässigen Orgelbaufirma Speith umgebaut und mit einem neuen Gehäuse versehen wurde. 2012 wurde das Instrument wiederum von Sauer gereinigt, zudem wurden zwei Bälge ausgewechselt.